# Георгий VI Малый
Георгий VI Малый (груз. გიორგი VI მცირე; ум. 1318) — царь Восточной Грузии (1308—1318). Сын царя Давида VIII. Из династии Багратионов.
Правление Георгия VI Малого было фиктивным. В этот период, благодаря политике монголов, в Грузии была установлено многоцарствие: в 1298 году против царя Давида VIII, монголы возвели на престол его младшего брата Вахтанга III, а затем его второго брата, Георгия V. После смерти После смерти Вахтанга III (1308), монголы возвели на престол Георгия VI Малого, а его соправителем назначили Георгия V. После смерти Давида VIII (1311) в Грузии появились провинциальные цари — Мелхиседек, Андроник и Дмитрий. В западной Грузии правил Константин I. В такой ситуации, чтобы укрепить власть Георгия VI, в 1314 году монголы повторно возвели его на престол. Похоже, что до 1318 года он был единовластным правителем.